# Дорош Владислав Вікторович
Владислав Вікторович Дорош (нар. 5 травня 1991) — український футбольний арбітр.  У 2016 році розпочав обслуговувати футбольні матчі чемпіонату України у другій лізі. У 2017 році розпочав обслуговувати футбольні матчі чемпіонату України у першій лізі.